# Publicidade de alimentos
O termo “publicidade”, encontrado em dicionários gerais, é definido como a divulgação de fatos ou informações, matéria encomendada ou não, a respeito de pessoas, ideias, serviços, produtos ou instituições, utilizando-se os veículos de comunicação. Nesse sentido, a publicidade de alimentos é a veiculação de informações acerca de um produto alimentício, tendo por finalidade sua disseminação e venda.   
Os meios de comunicação publicitários são os principais responsáveis pela divulgação desses produtos e, consequentemente, influenciam o seu consumo, sendo que nos últimos anos o maior veículo de divulgação foi a televisão, devido à sua acessibilidade.   
Atualmente, existe um grande número de publicidades de alimentos ultraprocessados, em sua maioria voltadas para o público infantil. O crescimento mundial do consumo destes tipos de alimento é incentivado pelo marketing e pela publicidade das indústrias multinacionais que controlam o setor, e tem sido uma das causas de diminuição da qualidade de saúde da população brasileira e, em especial, do público infantil, de acordo com Monteiro e Castro.  
Nesse ínterim, o governo tem a responsabilidade de regulamentar as publicidades de alimentos, dando-se ênfase ao controle da publicidade para o público infantil. 

## Publicidade
Publicidade é o meio de divulgação de produtos e serviços com o objetivo de propagar seu consumo, ou ainda, a arte de despertar no público o desejo de compra, fazendo com que o consumidor adquira determinado produto ou serviço. Já a propaganda difere-se da publicidade por não objetivar fins lucrativos, apenas a propagação de ideias.
No Brasil, a Lei nº 12.232/2010, que trata de regras gerais para licitação e contratação pelo Estado de serviços de publicidade, define que são considerados serviços de publicidade o conjunto de atividades realizadas integradamente que tenham por objetivo o estudo, o planejamento, a conceituação, a concepção, a criação, a execução interna, a intermediação e supervisão da execução externa e a distribuição de publicidade aos veículos e demais meios de divulgação, com o objetivo de promover a venda de bens ou serviços de qualquer natureza, difundir ideias ou informar o público em geral.
O Conselho Nacional de Autorregulamentação Publicitária (CONAR), por sua vez, dispõe que as atividades de publicidade e propaganda são aquelas entendidas como atividades destinadas a estimular o consumo de bens e serviços, bem como promover instituições, conceitos ou ideias.

### A publicidade infantil
O público infantil é bem visado pelas empresas de publicidade de alimentos, uma vez que as crianças são vistas como potenciais consumidores. Por essa razão, publicidades alimentícias voltadas a este público possuem características comuns como: a explicitação do público alvo, que pode vir na forma de frases como “feito para crianças”; a ausência de claras informações nutricionais; a utilização de personagens popularmente conhecidos ou criações da própria marca; e a utilização de adjetivos que instigam a vontade de consumo, como “saboroso” e “divertido”. Além disso, os anúncios comerciais possuem cores vibrantes e chamativas, que prendem a atenção. 

## Os alimentos ultraprocessados
Segundo o Guia Alimentar para a População Brasileira, os alimentos ultraprocessados são desenvolvidos, em geral, por grandes indústrias alimentícias e passam por diferentes técnicas de processamento com diversos ingredientes, entre eles, açúcar, sal, óleos e gorduras e outras substâncias químicas de uso industrial exclusivo, como proteínas de soja e do leite, extratos de carnes e substâncias produzidas em laboratório a partir de fontes de carbono como petróleo ou carvão.
Essas substâncias têm a função de atuar como aditivos nos alimentos, visando aumentar sua validade ou, ainda, incrementá-los em cor, sabor, textura e aroma. Biscoitos, sorvetes, balas, pó para sucos e guloseimas em geral são considerados alimentos ultraprocessados, e uma forma de identificá-los é atentar à sua lista de ingredientes, que descreve cada item utilizado.
Altas quantidades de sódio, açúcares e gorduras são prejudiciais para a saúde de quem os consome diariamente, já que nestes alimentos há um desbalanço nutricional e, muitas vezes, estes produtos são adicionados em grandes quantidades com o intuito de maquiar sabores desagradáveis de outros aditivos. Portanto, deve-se cuidar para que as crianças não aumentem ainda mais o seu consumo desses alimentos ultraprocessados, e uma das formas de controle é a regulamentação da publicidade de alimentos voltada ao público infantil.

## Meios de comunicação
As empresas buscaram alcançar o público infantil através da mídia, embalagens e promoções. Vários estudos,, foram realizados para avaliar o impacto  das publicidades na compra de alimentos e uma grande maioria dessas utilizam apelos que enfatizam o prazer e o sabor na alimentação, não se destacando aspectos como  valor nutricional e saúde. Soma-se a isso o fato de que muitas publicidades apresentam informações distorcidas sobre o produto anunciado.
Para alcançar o público infantil, esses comerciais utilizam personagens animados, promoções, embalagens chamativas, que incentivam que a criança associe  o consumo do alimento a situações lúdicas e prazerosas. Nesse sentido, surgiram várias estratégias, como aquelas que recompensam o consumo com prêmios.
Esses apelos tão significativos reforçam a ideia de que a publicidade possa de alguma maneira ser responsável por escolhas alimentares inadequadas, principalmente desse público, contribuindo para a obesidade infantil. Apesar disso, a diminuição dos índices de obesidade na população infantil e a opção por alimentos mais saudáveis não depende exclusivamente da diminuição dessas propagandas e estratégias de marketing, mas envolve também questões sociais, políticas e econômicas.
Os profissionais de marketing devem produzir matérias mais responsáveis, explorando outros elementos importantes do consumo alimentar, pensando em alternativas que visem o equilíbrio dessas questões e a promoção de uma escolha alimentar mais saudável.

## Regulação no Brasil
No Brasil, diversos projetos de lei já tramitaram ou tramitam nos níveis federal, estadual, municipal e distrital. Em 2005, em meio ao intenso debate sobre o assunto pautado por órgãos como o Ministério da Saúde e pela sociedade civil, a Agência Nacional de Vigilância Sanitária (ANVISA) passou a atuar nessa agenda regulatória. Após um longo processo, resultou a publicação da Resolução da Diretoria Colegiada (RDC) nº 24/2010, a qual pretendia regulamentar a oferta, propaganda, publicidade, informação e outras práticas relacionadas à promoção comercial de alimentos com quantidades elevadas de açúcar, gordura e sódio e bebidas não alcoólicas com baixo teor nutricional. Essa norma, contudo, foi questionada judicialmente por associações representativas de empresas que levantaram a ausência de competência da ANVISA para sua implementação, levando à sua suspensão. Tais associações defendem que a regulamentação da publicidade de ultraprocessados é uma ofensa ao seu direito de liberdade de expressão e de livre-iniciativa. 
Diante desse cenário, importantes instrumentos na área da saúde pública e segurança alimentar e nutricional foram publicados nos últimos anos ressaltando a importância do papel de medidas regulatórias, inclusive legislativas, sobre publicidade de alimentos voltadas para o público infantil, destacando-se: o Plano de Ações Estratégicas para o Enfrentamento das Doenças Crônicas Não-Transmissíveis (2011-2022), o Plano Nacional de Alimentação e Nutrição - PNAN (2012), o Plano Nacional de Segurança Alimentar e Nutricional - Plansan (2012-2015 e 2016-2019), bem como o já citado Guia Alimentar para a População Brasileira (2014) .